# 481年
| 千纪： | 1千纪                                                                                           |
| 世纪： | 4世纪 \| 5世纪 \| 6世纪                                                                         |
| 年代： | 450年代 \| 460年代 \| 470年代 \| 480年代 \| 490年代 \| 500年代 \| 510年代                       |
| 年份： | 476年 \| 477年 \| 478年 \| 479年 \| 480年 \| 481年 \| 482年 \| 483年 \| 484年 \| 485年 \| 486年 |
| 纪年： | 辛酉年（鸡年）；北魏太和五年；柔然永康十八年；南朝齐建元三年                                    |

## 大事记
- 克洛維一世建立墨洛溫王朝（481年—751年）。

## 逝世
- 希爾代里克一世，薩利昂法蘭克人的首領。